# 同姓同名

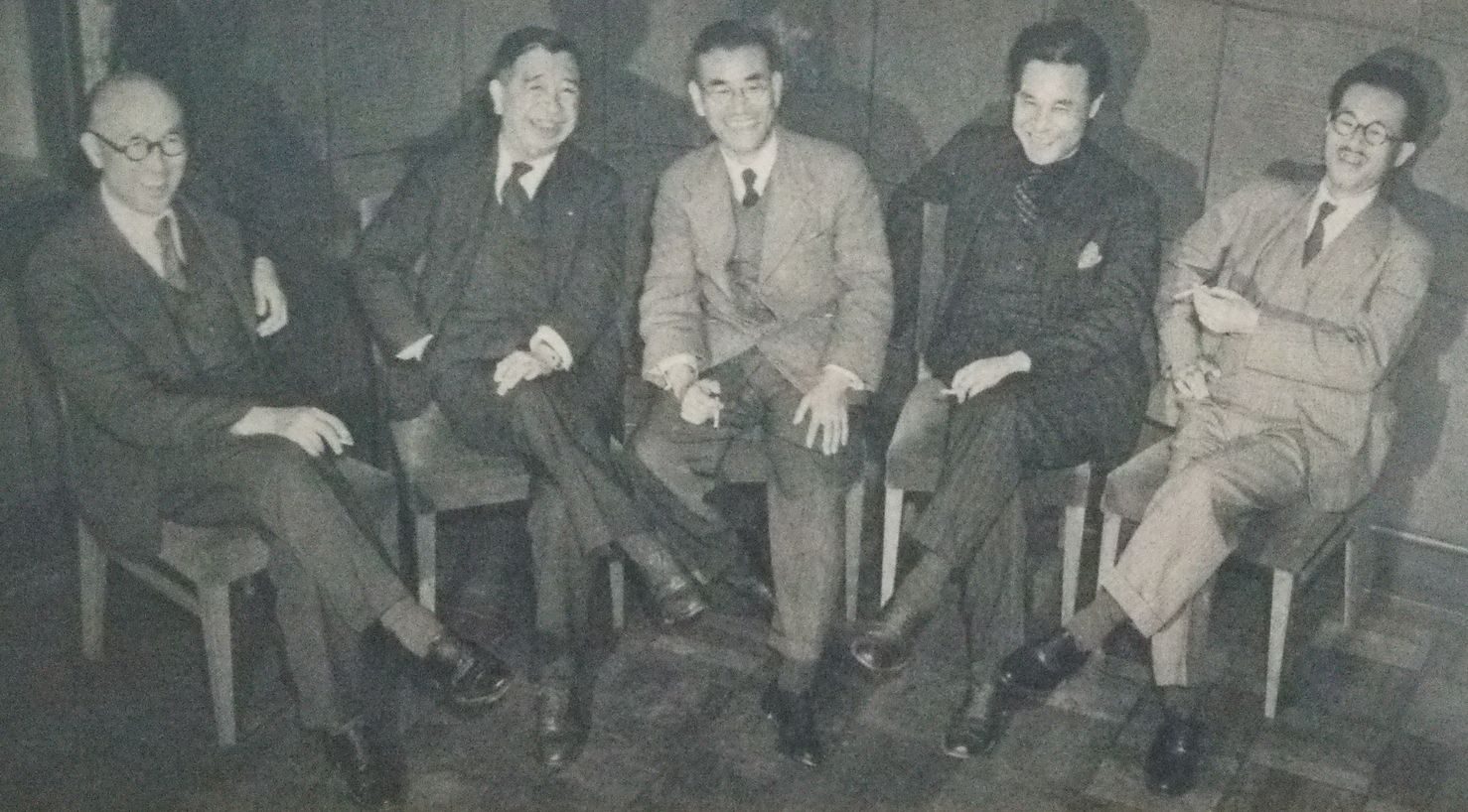
左から、金沢大教授の伊藤武雄、
大阪商船社長の伊藤武雄、中国研究者の伊藤武雄、
声楽家の伊藤武雄、名大教授の伊藤武雄

同姓同名（どうせいどうめい、英語: same name、同じ名前の意味）とは、姓名（氏名）が同じ表記または、同じ読みであること。名跡（継承される名前）も参照のこと。

## 概要
同姓同名があり得るために、姓名は必ずしも個人を識別するための鍵とはなり得ない。同姓同名の人物同士が同じ場に居合わせてしまった場合は、単に紛らわしいだけではなく、時に取り違えが重大な医療過誤（医療ミス）などを招くことがある。
日本では、近親者に同姓同名の人物がいる場合は、役所において戸籍の取り扱いを間違えないように内部向けに注意書きをしておく。また日常生活に不便を感じる場合は、改名が認められやすい。選挙において同姓同名の候補者が立候補した場合には、名前のあとに居住地の町名を括弧で囲んで記載する事が多い。このような例は、歴史的な経緯によってその集落全体が同じ姓を名乗っているような地域（単姓村）では、それほど珍しくないケースであるといえる。
親族や近隣に同姓同名がいて混乱をきたす場合には、どちらか一方が名の変更届を提出すれば改名が認められる傾向がある。なお、結婚したときに主に女性が男性の姓に改姓し、親族や近隣に同姓同名がいることによる混同を避けたい一方で同姓同名対象者となる当事者が名の継続を望んだため名の変更届の提出を拒否する事案を想定して、事実婚とするケースや、それを理由とした選択的夫婦別姓制度導入を望む声がある。

### 日本での例
発生しやすいのは、人口の多い姓と、その時代の人口の多い名の組み合わせであるが、これに限らない。
また、同姓同名で性別が異なる場合もある。例えば著名人では元野球選手と女優の『平田薫』、男性競艇選手と女性政治家の『太田和美』、男性競輪選手と女性歌手の『井上昌己』など。
元々は違う姓でも、結婚や養子縁組による改姓で同姓同名になる場合もある。元新体操選手の畠山愛理はプロ野球選手の鈴木誠也と結婚したため歌手の『鈴木愛理』と同姓同名になった（この二人の『鈴木愛理』は同い年で親交がある）。
同時代の作詞家『山口洋子』（「よこはま・たそがれ」、「ブランデーグラス」作詞）と『山口洋子 (詩人)』（「誰もいない海」作詞）の例や、同時代の同チーム『田中幸雄 (投手)』と『田中幸雄 (内野手)』（共に、1980年代に入団した日本ハムファイターズの選手）という例もある。他方、『中川安奈 (アナウンサー)』と『中川安奈（女優）』のように、一方が著名になった頃には、もう一方は既に死去していたという例もある。
漢字表記は一致するが読みが異なる場合（同字異音）もある。著名人では昭和前期の外交官の『加瀬俊一（かせ しゅんいち、かせ としかず）』や、歌手で由紀さおりの姉の『安田祥子（やすだ さちこ）』とラジオパーソナリティーの『安田祥子（やすだ しょうこ）』、女優の『香山美子（かやま よしこ）』と詩人の『香山美子（こうやま よしこ）』、シンガーソングライターの『宮本浩次（みやもと こうじ）』とエレファントカシマシのボーカルの『宮本浩次（みやもと ひろじ）』などの例がある。元モーニング娘。の『田中れいな』の本名は田中麗奈（たなか れいな）で、モーニング娘。は本名のまま活動する者が多いが、女優の『田中麗奈（たなか れな）』と同字異音になるため、芸名を『田中れいな』とした。
逆に漢字読みは一致するが字体が異なる場合（同音異字）もある。著名人ではお笑い芸人の『中島知子（なかじま ともこ）』と女優の『中嶋朋子（同）』、同じ事務所のお笑い芸人である『宮川大助（みやがわ だいすけ）』と『宮川大輔（同）』、同時代のプロ野球監督であった『山本浩二（やまもと こうじ）』と『山本功児（同）』、さらには俳優の『山本耕史（同）』など。
特殊な事例としては、芸能活動時の名義は重複するが一方のみが芸名である事例（例:岡田奈々、1959年生まれの元アイドルが芸名で1997年生のアイドルが本名）や俳優の「石田太郎」のように芸名が石田太郎で本名が異なる俳優と本名が石田太郎で芸名が異なる俳優が混在する事例もある。
2024年には、群馬県伊勢崎市と新潟県村上市で滞納者と誤って同姓同名の別人口座を差し押さえるというミスも発生している。

### 海外
朝鮮半島（韓国と北朝鮮）や中国は、日本と比べて姓と名の種類が圧倒的に少ないため、同姓同名の人物が非常に多い。古代中国では一字姓（単姓）が多かったものの、楚漢戦争期の著名人に鍾離眜や司馬欣がいるなど二字姓（複姓）も存在していた。しかし新の王莽により二字姓が禁じられたため、以後しばらく二字姓が抑制されることとなった。また、韓国では異なる漢字でもハングル表記が同じであるため、ハングル専用の環境で混同される人物も存在する（政治家の安商守・安相洙、サッカー選手の李鎔・李龍、野球選手の李炳圭・李柄奎、金玟佑・金民宇など）。
欧米はキリスト教にちなんだ名前が多く、元々主要な名前の種類がさほど多くないことと、親や親族と同じ名前を与えられることが多いため、同姓同名（ファーストネームとラストネームが同じ）は比較的多い。例えばジョージ・ブッシュ大統領は親子2人いる。このため、Jr.（ジュニア）やミドルネーム、II（ザ・セカンド、二世）やIII（ザ・サード、三世）を付けたり、ニックネームで区別したりする。
アラブ地域はイスラームに由来する名前が多く、父や祖父などの歴代の名や部族名を後に続けて区別する習慣を持ち、自分自身の名前、歴代の先祖の名、部族名や集落名が同じということはしばしばあり、アメリカではテロリストとされる要注意人物と同名であった別人が飛行機に乗ろうとした際に、同一人物だと判断されて搭乗を拒否されたという事例もある。

## 記録
日本においては同姓同名に関する公式なデータはないが、森岡浩が1990年代に行った調査では「田中実」が推計3000人以上、1986年に明治生命が行った調査では「佐藤和子」がトップだったが、森岡によれば変わった名前が増えたことにより同姓同名は減ったという。
アメリカで一番多い同姓同名はジェームズ・スミス（James Smith）。1969年に設立されたジム・スミス協会（The Jim Smith Society）という会員約2000人の団体が存在、入会資格は姓名がジム・スミスであることで、女性メンバーもいる。
2005年、実業家のマーサ・スチュワート（Martha Stewart）がテレビ番組の企画で同姓同名の164人を集めギネス世界記録として認定されている。
日本で名前の読みが「タナカヒロカズ」の人物を集めるタナカヒロカズ運動（旧名称は同じ漢字で田中宏和運動）の一環で2022年10月に東京・渋谷に178人の「タナカヒロカズ」が集結し、ギネス世界記録に認定された。
2023年2月、セルビアで256人の「ミリツァ・ヨバノビッチ」が集まりギネス世界記録に認定された。
中国では2007年の統計で「張偉」（zh:張偉）が一番多い同姓同名で、29万607人いる。

## 同姓同名の歴史上の人物
- 伊達政宗 - 室町時代初期の伊達氏宗家9代当主と、室町時代末期～江戸時代初期の伊達氏宗家17代当主。9代当主の8代後の子孫が17代当主。17代当主は9代当主にあやかって命名された。
  - 伊達政宗 (大膳大夫) - 9代当主。官位は大膳大夫。伊達氏中興の祖といわれる。
  - 伊達政宗 (初代仙台藩主) - 17代当主。初代仙台藩藩主。「独眼竜」の渾名を持つ。
- 福原広俊、福原貞俊、福原元俊 - 毛利氏の一族であり重臣である安芸福原氏の、室町時代中期の8代当主から江戸時代前期の15代当主まで、福原広俊が4人、福原貞俊が2人、福原元俊が2人存在する。8代当主：福原広俊は毛利元就の祖父である（安芸福原氏8代当主：福原広俊 - 毛利弘元室 - 元就）。
  - 福原式部大輔広俊（安芸福原氏8代） - 貞俊（9） - 出羽守広俊（10） - 出羽守貞俊（11） - 上総介元俊（12） - 越後守広俊（13） - 隠岐守元俊（14） - 隠岐守広俊（15）
- 羽柴秀勝 - 羽柴秀吉（豊臣秀吉）の実子あるいは養子に秀勝という人物が3人いる。ただし『秀勝』が亡くなったことで『秀勝』という名を受け継いだ経緯があり、同時期に複数の『羽柴秀勝』は存在していない（於次と小吉は併存していた時期があったとする説もある）。秀吉の子という同じ立場のため歴史的には幼名と併称するなどして区別されることが多い。
  - 羽柴石松秀勝 - 秀吉の実子。
  - 羽柴於次秀勝 - 秀吉の主君：織田信長の四男で、石松秀勝の死後に迎えられた秀吉の養子。
  - 羽柴小吉秀勝 - 秀吉の姉：智の子で、於次秀勝の死の前後に迎えられた秀吉の養子。
- 島津家久 - 島津四兄弟の末弟で猛将として名高い島津家久と、島津四兄弟の次兄：島津義弘の子で初代薩摩藩主の島津家久（初名は島津忠恒）
- 酒井忠勝 - 江戸初期の大老として酒井忠勝 (小浜藩主)が著名であるが、ほぼ同時期には別人の酒井忠勝 (出羽国庄内藩主)がおり、石高としては後者が上であった。

- 吉田茂 - 戦前に外務次官を務めた後、戦後に外務大臣や首相を務めた吉田茂（外務省出身）と、戦前から戦中に厚生大臣や軍需大臣を務めた吉田茂（内務省出身）がおり、しばしば混同された。邸宅の所在地から前者は「大磯の吉田」、後者は「目白の吉田」と呼ばれた。また互いに「和子」という娘がおり、結婚前には父娘で同姓同名の状態だった。

また、酒井田柿右衛門のように、初代が高名な人物で、その後継者が代々その名跡を襲名し、相続時に本名（戸籍名）すらも初名から変えている例もある。

## 同姓同名に注意が必要な品類
- クレジットカード
- キャッシュカード
- 預金通帳
- 遺言状

ともに名前の読み方しかカードに印字されないうえに長音符の扱いに不備があるローマ字での印字になることが多いため、「大隈重信」と「奥間繁乃武」など、漢字だけ見るととうてい同姓同名には見えないものも混同される可能性がある。本人確認書類の提示･提出も行っているが、2012年6月頃、オウム真理教の元信者が同姓同名である実在の人物の名前を偽名として使用し、成りすましたことが明らかになっている。

## 戸籍上の同姓同名
同一戸籍内にすでにある名と同名は出生時に名づけられない。例えば、母「洋子（ひろこ）」から生まれた娘は「洋子（ようこ）」と名づけられない。「弘子」「ひろこ」「ひろ子」などは認められるが、これはそもそも戸籍には読み仮名や読み方の概念がなく、字そのものの同一性が問題となるからである。戸籍の異なる同姓間では、たとえ血縁関係があってももちろん制約はないから、例えば祖父と同じ名前を新生児に名づけることは可能。未婚の母（父）でまだ親の戸籍に入っている場合でも、「三代戸籍禁止の原則」により、子の出生（認知）により母（父）となった人は親の戸籍から独立した戸籍を編成するので、母（父）となった人の兄弟姉妹・父母と同名を新生児に名づけることは可能。
ただし、次のような例外もあり、同一戸籍内に同名が存在することもある。
- 出生時に同じ名の人物が死亡、離婚、婚姻などで除籍済み（例えば、息子を見ずに死んだ父と同じ名前、新生児期に死んだ長女と同じ名前の次女、結婚して自分自身の戸籍を持つ兄と年の離れた同じ名の弟など）
- 結婚（例えば「薫」夫妻同士）や養子（養父「真一」と養子「真一」）など、出生以外の原因による同一戸籍

## 同姓同名による選挙

### 1971年那珂湊市長選挙
1971年7月18日投開票の茨城県那珂湊市（現・ひたちなか市）長選挙では、有力候補Aと同姓同名のBを含む4人が立候補した。Bは立候補当日、水戸市内の病院に入院しており、電話で氏名不詳の者から市長選への立候補を持ち掛けられ、返事をしないうちに勝手に立候補の届出を出されてしまったという。選挙は、前市長のリコールを受けて行われたもので、Aはリコール派の支持を受けて立候補していたことから、前市長派の妨害である可能性もあるとして、警察の事情聴取も行われたが立候補は成立した。選挙では、候補者の前に住所を記載する手法で立候補者の特定が行われたため案分票の発生は少なく、那珂湊市に居住するAが他の候補者に大差をつけて当選することとなった。

### 2004年北中城村長選挙
2004年12月5日投開票の沖縄県中頭郡北中城村長選には、現職村長の喜屋武馨と元村議会議長の喜屋武薫、そして新垣邦男の3人が立候補した。2人の喜屋武の名前の読みは両方とも「きゃん・かおる」であり、現職は「キヤン村長」、元村議会議長は「ギチョカオル」という通称で選挙を戦った。当選したのは新垣だった。

### 2019年勝浦市議会議員選挙
2019年4月21日投開票の千葉県勝浦市議会議員選挙（第19回統一地方選挙）には、定数15に対し17人が立候補したが、うち、現職の鈴木克已（当時64歳）と新人の鈴木克己（当時60歳）とが実質的に同姓同名であった（現職は戸籍名の2文字目が「已」である一方、新人は名の2文字目が「己」だが、姓名の読みは同じで、現職も普段は「己」の字を使用する。選挙ポスターでは二人とも名を平仮名で記載した）。現職と新人は、勝浦市役所の上司と部下であった時期があり、都市建設課長を最後に退職した経歴まで同じであった。市選挙管理委員会は、全候補者の所属政党・氏名に加え住所（大字名のみ）を投票所に掲示した。同姓同名の二人のみの住所を掲示した場合、この二人が掲示で目立ってしまい公平でないとの判断であった。二人の候補者は、選挙ポスターの氏名の前に住所の大字名を平仮名で記載し、有権者に対しては、投票用紙に大字名を忘れずに書くように訴えた。疑問票の確認には、前回選挙の2倍となる10人が従事した。疑問票は39票あり、二人に按分された。現職は788票で当選し、新人は241票で落選した。当選ラインは434票であったため、疑問票の取扱いは現職・新人の当落に影響しなかった。

### 2020年衆議院静岡県第4区補欠選挙
2020年4月26日投開票の衆議院静岡県第4区補欠選挙には、年当初より立憲民主党など野党4党が推薦する無所属の田中健が立候補を表明していたが、同年4月1日、NHKから国民を守る党も別人の田中健を擁立することを発表。同姓同名による選挙となることとなった。公職選挙法の規定では投票用紙に候補者の氏名以外を記載すると無効(候補者の職業、身分、住所又は敬称の類は有効)となるが、静岡県選挙管理委員会は投票所の掲示に候補者名などに加えて年齢を掲載。投票用紙に年齢を付記して個人を区別することとし、年齢が書かれていなければ得票数に応じて案分することとなった。最終的に選挙の立候補者は4人となり、2人の田中健はいずれも落選した。同姓同名の案分票は3708票となったが、選挙の大勢に影響はなく波乱は起こらなかった。なお、NHKから国民を守る党が擁立した田中は選挙公報掲載・ポスター掲示をせず、選挙活動を全くしなかった。

### 2017年、2021年唐津市議会議員選挙
2017年1月29日投開票の唐津市議会議員選挙（佐賀県）には現職と新人、二人の青木茂が立候補し、同姓同名の候補が立候補したのは唐津市議会議員選挙において初めてのこととなった。二人の年齢は一回り以上違うものの地盤とする地区や経歴が似ており、投票所に掲示する名簿にも年齢と現職か新人かを明記したものの、それ以上の周知は他の候補に対し不公平になるとの理由で行わなかった。2021年1月31日投開票の唐津市議会議員選挙にも二人とも立候補。両者とも現職となっていたため年齢のみで判断することとなり、再度名簿に年齢を明記したが具体的な記入方法は不公平になるとして前回同様に伝えなかったという。

### 2023年鳥取県議会議員選挙
2023年4月9日投開票の鳥取県議会議員選挙には、鳥取県知事の平井伸治と同姓同名の候補が立候補し、元鳥取市長・元参議院議員の竹内功をおさえて当選した。なお、2人の平井の名前の読みは両方とも「ひらい・しんじ」である。県議（当時）の平井の出生名は「平井伸知（しんじ）」だったが、2010年に詐欺事件を起こして懲役6年の有罪判決を受けて服役。2016年に現在の名に改めた。このときは選挙出馬はまったく考えていなかったという。2023年県議選鳥取市選挙区が無投票当選となりそうだったことから、出馬に至った。同年6月30日の県議会6月定例会が閉会した直後、2021年に愛媛県松山市にあるとんかつパフェで有名なとんかつ店を運営していた「清まる」（不正受給（愛媛労働局は2022年8月8日に支給取り消し及び不支給を決定した。）により破産。現在は別の事業者が運営。）が休業したとして松山公共職業安定所に虚偽の申請を行い、新型コロナウイルス対策として国から支給される緊急雇用安定助成金をだまし取ったとして、県議（当時）の平井、「清まる」の元代表・水野清子ら5人が詐欺などの疑いで愛媛県警察（松山東警察署）・鳥取県警察（鳥取警察署）に逮捕された。これを受け、知事の平井は「非常に驚いた。雇用を守ろうとつくられた制度を悪用したことが事実であれば、許されない。徹底的に捜査してほしい」と指摘した。同年7月21日、2021年 - 2022年にも愛媛県松山市の宿泊施設が休業したとして虚偽の申請を行い、同様の緊急雇用安定助成金をだまし取ったとして、県議（当時）の平井、水野、宿泊施設経営者の男性ら6人が別の詐欺などの疑いで愛媛県警察（松山東警察署）・鳥取県警察（鳥取警察署）に逮捕された。同日、松山地方検察庁は詐欺などの疑いで県議（当時）の平井と水野を松山地方裁判所に起訴した。同年8月4日、松山地方検察庁は同様の別の詐欺などの疑いで県議（当時）の平井を松山地方裁判所に追起訴し、捜査を終結した（宿泊施設経営者の男性らは不起訴）。同年8月30日、県議会臨時会で、「鳥取県議会議員の議員報酬、期末手当及び費用弁償に関する条例（平成19年鳥取県条例第47号）」「鳥取県政務活動費交付条例（平成13年鳥取県条例第9号）」の2条例を改正し、逮捕・勾留された県議への議員報酬、期末手当、政務活動費の支給差し止め、返納を可能にする条例改正案を全会一致で可決し、8月31日から施行された。同年8月31日、県議（当時）の平井は鳥取県議会議員を辞職した。これを受け、議長の浜崎晋一は「逮捕された時点で県民の厳粛な信頼を裏切り、県議会の品位を傷つけたことについて速やかに謝罪すべきだった。」と指摘した。知事の平井も「驚き、残念だ。鳥取県でなぜ立候補し、何を成し遂げようとしたか説明が不足している。」と指摘し、県議として必要な説明責任を果たすべきだったとの見解を示した。同年9月1日、松山地方裁判所で元県議の平井、水野の初公判が行われ、元県議の平井は起訴内容を認めた一方、水野は起訴内容を否認した。公判は分離されて元県議の平井のみで審理が進められ、検察側は元県議の平井に懲役6年を求刑し、即日結審した。同年10月18日、元県議の平井に対して懲役3年6月の実刑判決を言い渡した。なお、弁護側・検察側双方ともに控訴期限の11月1日までに控訴手続きをせず、懲役3年6月の実刑判決が確定した。

## 親交のある同姓同名の著名人
- 伊藤武雄 - 1951年に同姓同名の著名人5人が集まって撮影した写真が残されている（本記事の冒頭の写真）。うち3人が旧制第一高等学校に在学しており、在学時から話題だったという。
- 伊藤雅俊 - いずれも実業家で、1924年生と1947年生。前者はイトーヨーカドー創業者、後者は味の素CEO。二人は、同姓同名が縁となり会食を開く仲となった[55]。
- 新井康之 - 埼玉県内の首長で宮代町長（2017年から）と越生町長（2021年から）が同姓同名である。この縁から、両町は相互協力に向けた覚書を結んでいる。
- 鬼木誠 - 共に福岡県出身の国会議員であり、参議院議員の鬼木まことと衆議院議員のおにき誠で区別している。2020年には両者が直接会談している。なお、参議院議員は立憲民主党所属で参議院比例区選出、衆議院議員は自由民主党所属で福岡県第2区選出である。
- 渕上舞 - 共に福岡県出身の声優・歌手とHKT48メンバーのアイドル。2021年・2022年にこの2名をパーソナリティとしたWebラジオ番組が配信された。

## 同姓同名を扱った作品
- 4P田中くん - 週刊少年チャンピオンで連載されていた、原作・七三太朗、作画・川三番地の高校野球漫画。野球の名門校である私立栄興学園野球部が同じ青森県在住で同姓同名の別人を野球特待生として誤って採用してしまったところから物語が始まる。
- 邦ちゃんのやまだかつてないテレビ - 芸能人と同姓同名の子供が出演しているコーナーが有った。
- ターミネーター - 監督・ジェームズ・キャメロン、脚本・ジェームズ・キャメロン、ゲイル・アン・ハードのアメリカ映画。ヒロインと同姓同名の女性が次々と殺害されるシーンがある。
- よめヨメかなたさん - あろひろしによる4コマ漫画作品。「同姓同名の嫁と姑」がテーマとなっている。
- 相棒 - season23の第11話『33人の亀山薫』では、亀山薫（寺脇康文）と同姓同名の人物が集まる集会にて発生した事件が描かれている。